# Desa Ujungpendok Jaya
Desa Ujungpendok Jaya är en administrativ by i Indonesien.   Den ligger i provinsen Jawa Barat, i den västra delen av landet, 160 km öster om huvudstaden Jakarta.